# 지브롤터 프리미어디비전
지브롤터 프리미어디비전(Gibraltar Premier Division)은 지브롤터의 최상위 축구 리그였다. 2019년에 2부 리그인 세컨드디비전과 함께 지브롤터 내셔널리그로 통합되면서 폐지되었다.

## 역사
1895년부터 지브롤터 축구 협회가 지브롤터의 몇 팀들로 프리미어디비전의 전신인 머천트컵을 운영하다가 1905년에 지브롤터 축구협회에 의해 리그로 창설되었다.
1909년부터 리그가 두 개로 나뉘었으며 참가 팀은 모두 아마추어였다. 시즌 종료 이후에는 승격과 강등이 이루어졌다. 기존 6개팀이 참가하다가 2013-14 시즌부터는 8개팀으로 늘렸으며 2015-16 시즌에는 10개팀으로 늘려서 운영되었다.
2018년에 지브롤터 축구 협회에서는 각 팀의 홈그로운 선수 출전을 경기 당 3명으로 늘리는 동시에 샐러리캡 제도를 적용하고, 자국 선수 육성을 위해 리저브 리그와 U-18 유소년리그를 대체하는 지브롤터 인터미디어트리그 (Gibraltar Intermediate League)를 도입하는 내용의 리그 개편안을 발표하였다.
2019-20 시즌부터는 프리미어디비전과 세컨드디비전이 합병되어 지브롤터 내셔널리그라는 이름의 단일리그로 통합되었다.

## 역대 우승 팀
| - 1895-96 지브롤터 FC - 1896-97 쥬빌리 FC - 1897-98 쥬빌리 FC - 1898-99 앨비언 FC - 1899-1900 에그자일스 FC - 1900-01 프린스 오브 웨일스 FC - 1901-02 에그자일스 FC - 1902-03 프린스 오브 웨일스 FC - 1903-04 프린스 오브 웨일스 FC - 1904-05 애슬레틱 FC - 1905-06 프린스 오브 웨일스 FC - 1906-07 미개최 - 1907-08 브리타니아 FC - 1908-09 프린스 오브 웨일스 FC - 1909-10 사우스 유나이티드 FC - 1910-11 사우스 유나이티드 FC - 1911-12 브리타니아 FC - 1912-13 브리타니아 FC - 1913-14 프린스 오브 웨일스 FC - 1914-15 로열 소버린 FC - 1915-16 미개최 - 1916-17 프린스 오브 웨일스 FC - 1917-18 브리타니아 FC - 1918-19 프린스 오브 웨일스 FC - 1919-20 브리타니아 FC - 1920-21 프린스 오브 웨일스 FC - 1921-22 프린스 오브 웨일스 FC - 1922-23 프린스 오브 웨일스 FC - 1923-24 지브롤터 FC - 1924-25 프린스 오브 웨일스 FC - 1925-26 프린스 오브 웨일스 FC - 1926-27 프린스 오브 웨일스 FC - 1927-28 프린스 오브 웨일스 FC - 1928-29 유로파 FC - 1929-30 유로파 FC - 1930-31 프린스 오브 웨일스 FC - 1931-32 유로파 FC - 1932-33 유로파 FC | - 1933-34 커맨더 오브 더 야드 FC - 1934-35 치프 컨스트럭션 FC - 1935-36 치프 컨스트럭터 FC - 1936-37 브리타니아 FC - 1937-38 유로파 FC - 1938-39 프린스 오브 웨일스 FC - 1939-40 프린스 오브 웨일스 FC - 1940-41 브리타니아 FC - 1942-45 미개최 - 1946-47 지브롤터 유나이티드 FC - 1947-48 지브롤터 유나이티드 FC - 1948-49 지브롤터 유나이티드 FC - 1949-50 지브롤터 유나이티드 FC - 1950-51 지브롤터 유나이티드 FC - 1951-52 유로파 FC - 1952-53 프린스 오브 웨일스 FC - 1953-54 지브롤터 유나이티드 FC - 1954-55 브리타니아 FC - 1955-56 브리타니아 FC - 1956-57 브리타니아 FC - 1957-58 브리타니아 FC - 1958-59 브리타니아 FC - 1959-60 지브롤터 유나이티드 FC - 1960-61 브리타니아 FC - 1961-62 지브롤터 유나이티드 FC - 1962-63 브리타니아 FC - 1963-64 지브롤터 유나이티드 FC - 1964-65 지브롤터 유나이티드 FC - 1965-66 글레이시스 유나이티드 FC - 1966-67 글레이시스 유나이티드 FC - 1967-68 글레이시스 유나이티드 FC - 1968-69 글레이시스 유나이티드 FC - 1969-70 글레이시스 유나이티드 FC - 1970-71 글레이시스 유나이티드 FC - 1971-72 글레이시스 유나이티드 FC - 1972-73 글레이시스 유나이티드 FC - 1973-74 글레이시스 유나이티드 FC - 1974-75 맨체스터 62 FC | - 1975-76 글레이시스 유나이티드 FC - 1976-77 맨체스터 62 FC - 1977-78 미개최 - 1978-79 맨체스터 62 FC - 1979-80 맨체스터 62 FC - 1980-81 글레이시스 유나이티드 FC - 1981-82 글레이시스 유나이티드 FC - 1982-83 글레이시스 유나이티드 FC - 1983-84 맨체스터 62 FC - 1984-85 글레이시스 유나이티드 FC - 1985-86 링컨 레드 임프스 FC - 1986-87 세인트 테레사스 FC - 1987-88 세인트 테레사스 FC - 1988-89 글레이시스 유나이티드 FC - 1989-90 링컨 레드 임프스 FC - 1990-91 링컨 레드 임프스 FC - 1991-92 링컨 레드 임프스 FC - 1992-93 링컨 레드 임프스 FC - 1993-94 링컨 레드 임프스 FC - 1994-95 맨체스터 62 FC - 1995-96 세인트 조지프스 FC - 1996-97 글레이시스 유나이티드 FC - 1997-98 세인트 테레사즈 FC - 1998-99 맨체스터 62 FC - 1999-2000 글레이시스 유나이티드 FC - 2000-01 링컨 레드 임프스 FC - 2001-02 지브롤터 유나이티드 FC - 2002-03 뉴캐슬 유나이티드 (옛 링컨 레드 임프스 FC) - 2003-04 뉴캐슬 유나이티드 FC - 2004-05 뉴캐슬 유나이티드 FC - 2005-06 뉴캐슬 유나이티드 FC - 2006-07 뉴캐슬 유나이티드 FC - 2007-08 링컨 레드 임프스 FC - 2008-09 링컨 레드 임프스 FC - 2009-10 링컨 레드 임프스 FC - 2010-11 링컨 레드 임프스 FC - 2011-12 링컨 레드 임프스 FC - 2012-13 링컨 레드 임프스 FC - 2013-14 링컨 레드 임프스 FC - 2014-15 링컨 레드 임프스 FC - 2015-16 링컨 레드 임프스 FC - 2016-17 유로파 FC - 2017-18 링컨 레드 임프스 FC - 2018-19 링컨 레드 임프스 FC |